# Basketball-Südamerikameisterschaft
Die Basketball-Südamerikameisterschaft (spanisch Campeonato Sudamericano de Baloncesto (Masculino de Mayores)) ist ein in der Vergangenheit in der Regel zweijährlich ausgetragener Basketballwettbewerb zwischen Auswahlmannschaften der nationalen südamerikanischen Basketballverbände. Seit 2008 steht der Wettbewerb in der Organisation der ABaSu, dem zehn nationale Verbände angehören, die geographisch bis auf die ehemaligen Kolonien Guayanas an der Nordostküste Südamerikas den südamerikanischen Subkontinent abdecken. Die Südamerikameisterschaft wurde erstmals 1930 zwischen Nationalmannschaften der Teilnehmerländer ohne Geschlechts- oder Altersbeschränkung ausgetragen; faktisch waren die einzelnen Spieler erwachsene Männer. In der Folge wurde der Wettbewerb in die später eingeführten Wettbewerbe des Weltverbands FIBA und des Kontinentalverbands FIBA Amerika integriert und eigene Meisterschaften getrennt nach Geschlechtern und für Jugend- und Juniorenauswahlmannschaften eingeführt. Die Südamerikameisterschaft dient heutzutage der Qualifikation für die Meisterschaften des Kontinentalverbands FIBA Amerika.

## Geschichte
Die Südamerikameisterschaft ist der langlebigste und traditionsreichste offizielle Nationalmannschaftswettbewerb im Basketball. Während die fünf Jahre später 1935 erstmals ausgetragenen Basketball-Europameisterschaften durch den Zweiten Weltkrieg unterbrochen wurden, wurden die Südamerikameisterschaften kontinuierlich ausgetragen. Nach dem Zweiten Weltkrieg waren die südamerikanischen Verbände federführend bei der Einrichtung globaler Titelkämpfe im 1935 gegründeten Weltverband FIBA. So wurden die ersten fünf Basketball-Weltmeisterschaften ab 1950 allesamt auf dem südamerikanischen Subkontinent ausgetragen und erst die sechste WM 1970 fand außerhalb Südamerikas in Jugoslawien statt.
Mit der Gründung des Kontinentalverbands FIBA Amerika 1975 wurden ab 1980 eigene Qualifikationsrunden, die später eigene Meisterschaften wurden, für globale Endrunden für Auswahlmannschaften der Mitgliedsverbände dieses Kontinentalverbands eingeführt. Zudem wurden die besten südamerikanischen Spieler zunehmend Profis in Ligen außerhalb Südamerikas in den Vereinigten Staaten und Europa sowie später in asiatischen Profiligen. Bedingt durch die Zunahme der Wettbewerbe ließen sich die Südamerikameisterschaften immer schwieriger in den Wettbewerbskalender integrieren, so dass heutzutage fast nur noch Spieler an den Meisterschaften teilnehmen, die auch in den Vereinswettbewerben Lateinamerikas aktiv sind. Demzufolge sank die sportliche Bedeutung des Wettbewerbs. Obwohl die führenden südamerikanischen Basketballnationen Argentinien und Brasilien die meisten Spieler stellen, die in professionellen Ligen außerhalb Südamerikas aktiv sind, hinderte dies die Herren-Auswahlmannschaften dieser Nationen in der Vergangenheit nicht, zusammen mit Uruguay in 29 der bis 2012 ausgetragenen 45 Herren-Wettbewerbe die ersten beiden Plätze zu belegen. Brasilien ist mit 18 Titelerfolgen Rekordsieger bei den Herren; Argentinien folgt mit 13 Titeln bei der gleichen Anzahl von 37 Medaillen. Uruguay holte bis einschließlich 2012 bei 35 Medaillen elf Titelerfolge.

## Südamerikameisterschaften der Herren

### Modus
Bis Anfang der 1990er Jahre wurde fast ausschließlich im Rundenturnier-Modus (englisch „round robin“) gespielt. Nur bei der Meisterschaft 1942 gab es nochmal ein separates Entscheidungsspiel über die Vergabe der Goldmedaille zwischen den gleichplatzierten Mannschaften von Argentinien und Uruguay. Bei der Meisterschaft 1991 gab es dann die Neuauflage eines Finalspiels. In einem der Spiele mit der höchsten Punktausbeute in der Geschichte des Turniers überhaupt siegte Gastgeber Venezuela dramatisch über Titelverteidiger Brasilien mit 122:121. Anschließend wurde eine Medaillenrunde zwischen den besten vier Mannschaften der Vorrunde eingeführt, die zunächst noch in Gruppenspielen und dann ab der Meisterschaft 1999 in einem K.-o.-System über die Medaillenvergabe entschied.

### Wettbewerbsübersicht
| Jahr | Austragungsort        | Finale      | Finale       | Finale        | Spiel um Platz 3 | Spiel um Platz 3 | Spiel um Platz 3 | Teilnehmer- anzahl |
| Jahr | Austragungsort        | Meister     | Ergebnis     | Zweiter Platz | Dritter Platz    | Ergebnis         | Vierter Platz    | Teilnehmer- anzahl |
| ---- | --------------------- | ----------- | ------------ | ------------- | ---------------- | ---------------- | ---------------- | ------------------ |
| 1930 | Montevideo            | Uruguay     | 26:19*       | Argentinien   | Brasilien        | 19:13*           | Chile            | 4                  |
| 1932 | Santiago de Chile     | Uruguay     | 21:19*       | Chile         | Argentinien      |                  |                  | 3                  |
| 1934 | Buenos Aires          | Argentinien | 43:26 35:20* | Chile         | Brasilien        | 22:31 2:0*       | Uruguay 1        | 4                  |
| 1935 | Rio de Janeiro        | Argentinien | 28:23 20:30* | Brasilien     | Uruguay          |                  |                  | 3                  |
| 1937 | Santiago de Chile     | Chile       | 19:13 34:27* | Uruguay       | Brasilien        | 12:29 18:15*     | Peru             | 5                  |
| 1938 | Lima                  | Peru        | 61:55*       | Argentinien   | Uruguay          | 45:30 *          | Brasilien        | 5                  |
| 1939 | Rio de Janeiro        | Brasilien   | 34:32*       | Uruguay       | Argentinien      | 38:33*           | Peru             | 5                  |
| 1940 | Montevideo            | Uruguay     | 25:23*       | Argentinien   | Brasilien        | 36:31*           | Chile            | 6                  |
| 1941 | Mendoza               | Argentinien | 32:17*       | Peru          | Uruguay          | 48:27*           | Chile            | 6                  |
| 1942 | Santiago de Chile     | Argentinien | 52:47        | Uruguay       | Chile            | 53:48*           | Brasilien        | 5                  |
| 1943 | Lima                  | Argentinien | 32:29*       | Uruguay       | Peru             | 44:23*           | Chile            | 6                  |
| 1945 | Guayaquil             | Brasilien   | 31:26*       | Uruguay       | Argentinien      | 41:37*           | Chile            | 6                  |
| 1947 | Rio de Janeiro        | Uruguay     | 37:27*       | Brasilien     | Chile            | 52:31*           | Ecuador          | 6                  |
| 1949 | Asunción              | Uruguay     | 34:26*       | Brasilien     | Chile            | 41:35*           | Peru             | 6                  |
| 1953 | Montevideo            | Uruguay     | 48:32*       | Brasilien     | Chile            | 40:46*           | Paraguay         | 7                  |
| 1955 | Cúcuta                | Uruguay     | 69:62*       | Paraguay      | Brasilien        | 63:35*           | Argentinien      | 9                  |
| 1958 | Santiago de Chile     | Brasilien   | 66:56*       | Uruguay       | Paraguay         | 67:53*           | Argentinien      | 8                  |
| 1960 | Córdoba               | Brasilien   | 71:64*       | Paraguay      | Argentinien      | 67:65*           | Uruguay          | 7                  |
| 1961 | Rio de Janeiro        | Brasilien   | 66:47*       | Uruguay       | Argentinien      | 69:61*           | Paraguay         | 8                  |
| 1963 | Lima                  | Brasilien   | 73:65*       | Peru          | Uruguay          | 73:65*           | Argentinien      | 9                  |
| 1966 | Cuyo                  | Argentinien | 54:52*       | Brasilien     | Peru             | 75:69*           | Uruguay          | 8                  |
| 1968 | Asunción              | Brasilien   | 59:50*       | Uruguay       | Peru             | 62:57*           | Argentinien      | 8                  |
| 1969 | Montevideo            | Uruguay     | 65:42*       | Brasilien     | Argentinien      | 67:46*           | Peru             | 7                  |
| 1971 | Montevideo            | Brasilien   | 79:55*       | Uruguay       | Argentinien      | 76:69*           | Peru             | 8                  |
| 1973 | Bogotá                | Brasilien   | 81:74*       | Argentinien   | Peru             | 58:53*           | Uruguay          | 8                  |
| 1976 | Medellín              | Argentinien | 82:80*       | Brasilien     | Uruguay          | 90:62*           | Paraguay         | 7                  |
| 1977 | Valdivia              | Brasilien   | 89:55*       | Uruguay       | Argentinien      | 75:60*           | Venezuela        | 9                  |
| 1979 | Bahía Blanca          | Argentinien | 90:85*       | Brasilien     | Uruguay          | 77:65*           | Chile            | 7                  |
| 1981 | Montevideo            | Uruguay     | 66:65*       | Brasilien     | Argentinien      | 126:71*          | Chile            | 6                  |
| 1983 | São Paulo             | Brasilien   | 88:80*       | Argentinien   | Uruguay          | 84:64*           | Venezuela        | 7                  |
| 1985 | Medellín              | Brasilien   | 89:86*       | Uruguay       | Argentinien      | 97:83*           | Venezuela        | 8                  |
| 1987 | Asunción              | Argentinien | *            | Venezuela     | Brasilien        | *                | Uruguay          | 7                  |
| 1989 | Golfo de Guayaquil    | Brasilien   | 84:74*       | Argentinien   | Uruguay          | 110:104*         | Venezuela        | 9                  |
| 1991 | Valencia              | Venezuela   | 122:121      | Brasilien     | Argentinien      | 95:83*           | Uruguay          | 8                  |
| 1993 | Guaratinguetá         | Brasilien   |              | Argentinien   | Venezuela        |                  | Uruguay          | 7                  |
| 1995 | Montevideo            | Uruguay     | 89:74        | Argentinien   | Brasilien        | 85:63            | Venezuela        | 6                  |
| 1997 | Maracaibo             | Uruguay     | 96:89*       | Venezuela     | Argentinien      | 91:87*           | Brasilien        | 10                 |
| 1999 | Bahía Blanca          | Brasilien   | 73:67        | Argentinien   | Venezuela        | 99:77            | Uruguay          | 10                 |
| 2001 | Valdivia              | Argentinien | 76:69        | Brasilien     | Venezuela        | 94:90            | Uruguay          | 10                 |
| 2003 | Montevideo            | Brasilien   | 83:80        | Argentinien   | Uruguay          | 88:82            | Venezuela        | 6                  |
| 2004 | Campos dos Goytacazes | Argentinien | 95:78        | Brasilien     | Venezuela        | 76:74            | Uruguay          | 6                  |
| 2006 | Caracas               | Brasilien   | 92:61        | Uruguay       | Argentinien      | 95:78            | Venezuela        | 6                  |
| 2008 | Puerto Montt          | Argentinien | 100:95       | Uruguay       | Venezuela        | 87:72            | Brasilien        | 6                  |
| 2010 | Neiva                 | Brasilien   | 87:77        | Argentinien   | Uruguay          | 76:70            | Venezuela        | 8                  |
| 2012 | Resistencia           | Argentinien | 79:56        | Venezuela     | Uruguay          | 80:68            | Brasilien        | 8                  |
| 2014 | La Asunción           | Venezuela   | 74:65        | Argentinien   | Brasilien        | 66:61            | Uruguay          | 8                  |

* Platzierungen wurden in Gruppenspielen entschieden. Der angegebene direkte Vergleich entschied nur im Einzelfall über die Vergabe der Platzierungen.

1 Uruguay wurde zurückgestuft, nachdem es in zwei Spielen nicht angetreten beziehungsweise diese nicht beendet hatte.

### Statistiken

#### Medaillenspiegel
| Platz | Land        | Gold | Silber | Bronze | Gesamt | erste Teilnahme | Teilnahmen  | Gastgeber | Titelquote | Medaillenquote |
| ----- | ----------- | ---- | ------ | ------ | ------ | --------------- | ----------- | --------- | ---------- | -------------- |
| 1     | Brasilien   | 18   | 12     | 8      | 38     | 1930            | 44          | 7         | 41 %       | 86 %           |
| 2     | Argentinien | 13   | 12     | 13     | 38     | 1930            | 45          | 7         | 29 %       | 84 %           |
| 3     | Uruguay     | 11   | 13     | 11     | 35     | 1930            | 46          | 8         | 24 %       | 76 %           |
| 4     | Venezuela   | 2    | 3      | 5      | 10     | 1955            | 20          | 4         | 10 %       | 50 %           |
| 5     | Chile       | 1    | 2      | 4      | 7      | 1930            | 41          | 7         | 2,4 %      | 17 %           |
| 6     | Peru        | 1    | 2      | 4      | 7      | 1937            | 30          | 3         | 3,3 %      | 23 %           |
| 7     | Paraguay    | 0    | 2      | 1      | 3      | 1940            | 34          | 3         | 0 %        | 9 %            |
| 8     | Kolumbien   | 0    | 0      | 0      | 0      | 1945            | 24          | 5         | 0 %        | 0 %            |
| 9     | Ecuador     | 0    | 0      | 0      | 0      | 1938            | 21          | 2         | 0 %        | 0 %            |
| 10    | Bolivien    | 0    | 0      | 0      | 0      | 1943            | 8           | 0         | 0 %        | 0 %            |
|       | Gesamt      | 46   | 46     | 46     | 138    | -               | 313 (⌀ 6,8) | 46        | -          | -              |

### Auszeichnung zum wertvollsten Spieler des Turniers
| Jahr | Gewinner                  |
| ---- | ------------------------- |
| 2010 | Murilo Becker Da Rosa     |
| 2012 | Leonardo Martín Gutiérrez |
| 2014 | Mauricio Aguiar           |

## Südamerikameisterschaften der Damen

### Wettbewerbsübersicht
| Jahr | Austragungsort             | Gold        | Silber      | Bronze      |
| ---- | -------------------------- | ----------- | ----------- | ----------- |
| 1946 | Chile (Santiago de Chile)  | Chile       | Argentinien | Brasilien   |
| 1948 | Argentinien (Buenos Aires) | Argentinien | Chile       | Peru        |
| 1950 | Peru (Lima)                | Chile       | Argentinien | Peru        |
| 1952 | Paraguay (Asunción)        | Paraguay    | Brasilien   | Chile       |
| 1954 | Brasilien (São Paulo)      | Brasilien   | Chile       | Ecuador     |
| 1956 | Ecuador (Quito)            | Chile       | Paraguay    | Brasilien   |
| 1958 | Peru (Lima)                | Brasilien   | Argentinien | Paraguay    |
| 1960 | Chile (Santiago de Chile)  | Chile       | Brasilien   | Peru        |
| 1962 | Paraguay (Asunción)        | Paraguay    | Chile       | Brasilien   |
| 1965 | Brasilien (Rio de Janeiro) | Brasilien   | Paraguay    | Peru        |
| 1967 | Kolumbien (Cali)           | Brasilien   | Chile       | Peru        |
| 1968 | Chile (Santiago de Chile)  | Brasilien   | Chile       | Argentinien |
| 1970 | Ecuador (Guayaquil)        | Brasilien   | Argentinien | Ecuador     |
| 1972 | Peru (Lima)                | Brasilien   | Peru        | Paraguay    |
| 1974 | Bolivien (La Paz)          | Brasilien   | Argentinien | Bolivien    |
| 1977 | Peru (Lima)                | Peru        | Brasilien   | Argentinien |
| 1978 | Bolivien (La Paz)          | Brasilien   | Bolivien    | Argentinien |
| 1981 | Peru (Lima)                | Brasilien   | Peru        | Kolumbien   |
| 1984 | Kolumbien (Cúcuta)         | Kolumbien   | Brasilien   | Peru        |
| 1986 | Brasilien (Guaratinguetá)  | Brasilien   | Peru        | Kolumbien   |
| 1989 | Chile (Santiago de Chile)  | Brasilien   | Peru        | Argentinien |
| 1991 | Kolumbien (Bogotá)         | Brasilien   | Kolumbien   | Argentinien |
| 1993 | Bolivien (Cochabamba)      | Brasilien   | Argentinien | Chile       |
| 1995 | Brasilien (Jacareí)        | Brasilien   | Argentinien | Chile       |
| 1997 | Chile (Iquique)            | Brasilien   | Argentinien | Kolumbien   |
| 1999 | Brasilien (Vitória)        | Brasilien   | Argentinien | Venezuela   |
| 2001 | Peru (Lima)                | Brasilien   | Argentinien | Chile       |
| 2003 | Ecuador (Loja)             | Brasilien   | Argentinien | Chile       |
| 2005 | Kolumbien (Bogotá)         | Brasilien   | Kolumbien   | Argentinien |
| 2006 | Paraguay (Asunción)        | Brasilien   | Argentinien | Kolumbien   |
| 2008 | Ecuador (Loja)             | Brasilien   | Argentinien | Chile       |
| 2010 | Chile (Santiago de Chile)  | Brasilien   | Argentinien | Kolumbien   |
| 2013 | Argentinien (Mendoza)      | Brasilien   | Argentinien | Chile       |
| 2014 | Ecuador (Ambato)           | Brasilien   | Argentinien | Venezuela   |

### Medaillenspiegel
| Platz | Mannschaft  | Gold | Silber | Bronze | Gesamt |
| ----- | ----------- | ---- | ------ | ------ | ------ |
| 1.    | Brasilien   | 25   | 4      | 3      | 32     |
| 2.    | Chile       | 4    | 5      | 7      | 16     |
| 3.    | Paraguay    | 2    | 2      | 2      | 6      |
| 4.    | Argentinien | 1    | 16     | 6      | 23     |
| 5.    | Peru        | 1    | 4      | 6      | 11     |
| 6.    | Kolumbien   | 1    | 2      | 5      | 8      |
| 7.    | Bolivien    | 0    | 1      | 1      | 2      |
| 8.    | Ecuador     | 0    | 0      | 2      | 2      |
| 8.    | Venezuela   | 0    | 0      | 2      | 2      |